# Куала-Балаї
Куала-Балаї — один з 8 мукімів (районів) округи (даера) Белайт, на заході Брунею.

## Райони
- Кампонг Куала Балаі
- Кампонг Мала'ас
- Кампонг Сунгаі Даміт
- Кампонг Сунгаі Бесар
- Кампонг Сунгаі Мендарам